# Pierre de Margerie
Pour les autres membres de la famille, voir Famille Jacquin de Margerie.
Pierre Jacquin de Margerie (né le 6 octobre 1861 - mort le 1er juin 1942) est un diplomate français.

## Biographie

### Famille

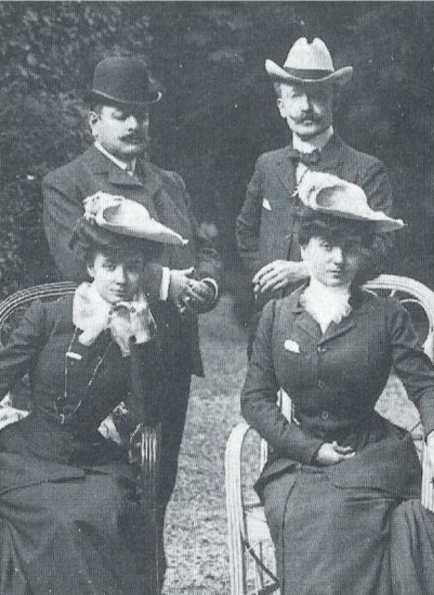
Louis et Juliette (Rostand) Mante, Pierre et Jeanne (Rostand) de Margerie.

Fils du philosophe chrétien Amédée de Margerie (1825-1905) et d'Amélie Antoinette Céleste Marie Chebrou de Lespinats (1833-1903), Bruno François Marie Pierre Jacquin de Margerie s'est marié le 20 juin 1898 à Marseille avec Jeanne Rostand (1879-1922), fille d'Eugène Rostand et sœur d'Edmond Rostand, puis à Nicole Delorme. Il est le père de l'ambassadeur Roland de Margerie, le grand-père du diplomate Emmanuel de Margerie, du jésuite et théologien Bertrand de Margerie et de l'écrivain Diane de Margerie, ainsi que, par sa fille Ysabelle, le beau-père d'Antoine d'Ormesson. Il est aussi l'arrière-grand-père de Ramon Fernandez, fils de Diane de Margerie et Dominique Fernandez.

### Carrière

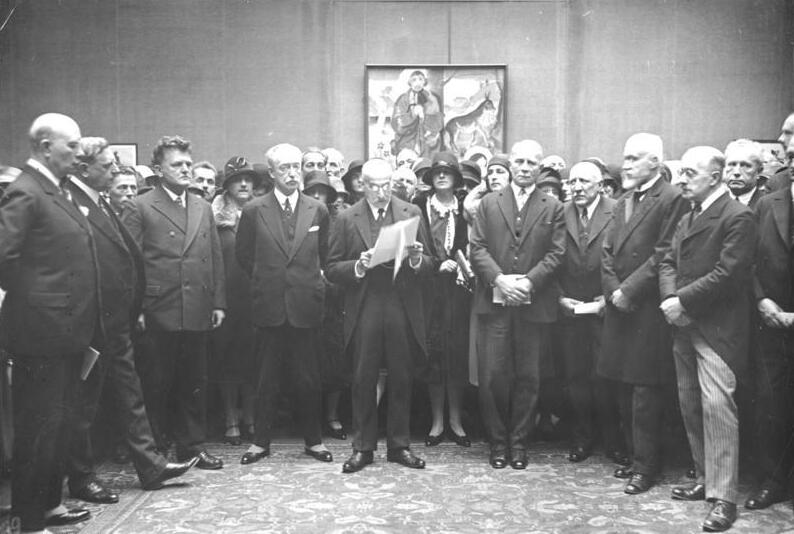
Pierre de Margerie, avec Max Liebermann, lors du vernissage d'une exposition à l'Académie des arts de Berlin, en 1922

Licencié en droit, il rentre au Ministère des Affaires étrangères en 1883.
Il est successivement ministre de France au Siam de 1907 à 1909, puis en Chine de 1909 à 1912.
Il est Directeur politique au Ministère des Affaires étrangères en août 1914 et reçoit la déclaration de guerre de l'ambassadeur d'Allemagne, le comte von Schoen. 
Après la Guerre, il est ambassadeur de France à Bruxelles de 1919 à 1922, puis à Berlin de 1922 à 1931. Son successeur à ce poste fut André François-Poncet.

## Décorations
- Grand-croix de la Légion d'honneur reçue le 7 août 1923